# RTON Ostrołęka
RTON Ostrołęka (Radiowo-Telewizyjny Ośrodek Nadawczy Ostrołęka) – wieża usytuowana jest na Osiedlu Goworowskim przy ul. Kopernika 9.

## Parametry
- Wysokość posadowienia podpory anteny: 98 m n.p.m.
- Wysokość zawieszenia systemów antenowych: Radio: 82, TV: 75, 80 m n.p.t.

## Transmitowane programy

### Programy telewizyjne
Programy telewizji analogowej zostały wyłączone 23 lipca 2013 r.
| LP | Program | Właściciel                  | Częstotliwość | Kanał | Moc nadajnika | Polaryzacja |
| -- | ------- | --------------------------- | ------------- | ----- | ------------- | ----------- |
| 1  | TVP1    | Telewizja Polska S.A.       | 183,25 MHz    | 7     | 1 kW          | pozioma     |
| 2  | TVP2    | Telewizja Polska S.A.       | 663,25 MHz    | 45    | 1,5 kW        | pozioma     |
| 3  | Polsat  | Telewizja Polsat Sp. z o.o. | 471,25 MHz    | 21    | 1 kW          | pozioma     |

Emisje telewizyjne – cyfrowe
Programy telewizji cyfrowej nadawane od 25 października 2016 roku.
| Skład multipleksu | Częstotliwość | Kanał | Moc ERP nadajnika | Polaryzacja | Kierunkowość |
| ----------------- | ------------- | ----- | ----------------- | ----------- | ------------ |
| MUX-8             | 226,5 MHz     | 12    | 11 kW             | pionowa     | kierunkowo   |

### Programy radiowe
| LP | Program           | Właściciel                                                                | Częstotliwość | Moc nadajnika | Polaryzacja |
| -- | ----------------- | ------------------------------------------------------------------------- | ------------- | ------------- | ----------- |
| 1  | Polskie Radio RDC | Polskie Radio - Regionalna Rozgłośnia w Warszawie "Radio dla Ciebie" S.A. | 100,80 MHz    | 0,25 kW       | pionowa     |

### Programy radiowe DAB+
| Skład multipleksu | Częstotliwość | Kanał | Moc ERP nadajnika | Polaryzacja | Kierunkowość |
| ----------------- | ------------- | ----- | ----------------- | ----------- | ------------ |
| MUX PR (Warszawa) | 216.928 MHz   | 11A   | 8,2               | pionowa     | kierunkowo   |